# مجموعه آسیاب های تمبی
مجموعه آسیاب‎های تمبی مربوط به دوره قاجار است و در شهرستان مسجد سلیمان، بخش مرکزی، دهستان جهانگیری، روستای تمبی واقع شده و این اثر در تاریخ ۲۶ اسفند ۱۳۹۷ با شمارهٔ ثبت ۳۲۰۳۸ به‌عنوان یکی از آثار ملی ایران به ثبت رسیده است.